# توم غرينويل
توم غرينويل (بالإنجليزية: Tom Greenwell)‏ هو قاضي ومحامي أمريكي، ولد في 1956 في هنغتينغتون في الولايات المتحدة، وتوفي في 15 يوليو 2013 في كوربوس كريستي في الولايات المتحدة.